# 3666-os busz
A 3666-os jelzésű autóbuszvonal Gyöngyös és Heves környékének egyik helyközi járata, melyet a Volánbusz Zrt. lát el a két város között Nagyfügeden át.

## Közlekedése
Gyöngyös autóbusz állomásáról indul. A 3-as országútra térése után jobbra veszi irányát a karácsondi elágazásban, mielőtt kihajtana a városból. Útja teljesen egyenesen halad a községig, ahol balra menve mindig a községházát érinti, 1+1-szer az út vonalát követi, mely által a Szabadság utca 15-nél áll meg. Az M3-as autópálya felüljárója alatt áthaladva éri el Nagyfügedet, mely után az esetek többségében kitér Tarnazsadányra. Innentől kezdve legközelebb Hevesen belül a körforgalmában hajt ki a 31-es főútra és nemsokára el is éri a város autóbusz állomását.
Visszafelé ugyanez az útvonal, napi fordulószáma átlagos.

## Megállóhelyei
| 0    | Gyöngyös, autóbusz-állomás végállomás              | 0.0 km      | 1A 1040, 1044, 1045, 1046, 1049, 1050, 1054, 1066, 1068, 1069, 1301, 1305, 1308, 1348, 1427, 1469, 1515 3445, 3448, 3471, 3492, 3604, 3612, 3628, 3650, 3651, 3652, 3655, 3656, 3660, 3661, 3662, 3663, 3664, 3665, 3670, 3671, 3673, 3675, 3676, 3677, 3678, 3679, 3680, 3681, 3688, 3693, 3694, 3696, 3697, 3698, 3699, 4602, 4653 |
| 1    | Gyöngyös, Mérges utca 44.                          | 0.8 km      | 3445, 3650, 3660, 3662, 3664, 3665, 3685, 3688, 3694 |
| 2    | Gyöngyös, karácsondi elágazás                      | 2.0 km      | 1066, 1068 3685, 3688 |
| 3    | Gyöngyös, Karácsondi út                            | 3.7 km      | 1066, 1068 3685, 3688 |
| 4    | Gyöngyös, ipari park                               | 4.3 km      | 1066, 1068 3685, 3688 |
| 5    | Karácsond, Négyestelep                             | 8.6 km      | 3685 |
| 6    | Karácsond, Csiszár tanya                           | 10.2 km     | 3685 |
| 7.1  | Karácsond, községháza                              | 10.9 km     | 1066, 1068, 1069 3685 |
| 7.2  | Karácsond, Szabadság utca 15.                      | 10.9 km     | – |
| 8    | Karácsond, Vasút utca 6.                           | 12.0 km     | 1066, 1068, 1069 3685 |
| 9    | Karácsond, vasútállomás bejárati út                | 13.1 km     | 1068 3685 Karácsond vmh. (80. sz.) |
| 10   | Nagyfüged, újsor                                   | 18.0 km     | 1068 3685 |
| 11   | Nagyfüged, újtelep                                 | 18.8 km     | 1068 3685 |
| 12   | Nagyfüged, autóbusz-váróterem vonalközi végállomás | 19.5 km     | 1066, 1068, 1069 3665, 3685, 3695 |
| 13   | Tarnazsadány, faluszéle                            | 22.8 km     | 1066, 1068, 1069 3665, 3685, 3695 |
| 13+1 | Tarnazsadány, idősek klubja                        | 22.8+0.7 km | 3665, 3685, 3695 |
| 13+2 | Tarnazsadány, községháza vonalközi végállomás      | 22.8+1.5 km | 3665, 3685, 3695 |
| 13+3 | Tarnazsadány, idősek klubja                        | 22.8+2.3 km | 3665, 3685, 3695 |
| 13+4 | Tarnazsadány, faluszéle                            | 22.8+3.0 km | 1066, 1068, 1069 3665, 3685, 3695 |
| 14   | Tarnaméra, újtelep                                 | 24.1 km     | 1068 3665, 3685, 3695 |
| 15   | Tarnaméra, iskola vonalközi végállomás             | 25.3 km     | 1066, 1068, 1069 3665, 3667, 3670, 3695 |
| 16   | Tarnaméra, Boconádi út 16.                         | 26.2 km     | 1068 3665, 3667, 3670, 3695 |
| 17   | Boconád, községháza vonalközi végállomás           | 27.9 km     | 1066, 1068, 1069 3444, 3665, 3667, 3670, 3695 |
| 18   | Boconád, Béke út                                   | 28.8 km     | 1068 3444, 3665, 3667, 3670, 3695 |
| 19   | Heves, szőlők                                      | 31.9 km     | 1068 3444, 3665, 3670, 3689, 3695 |
| 20   | Heves, Hercegtag bejárati út                       | 34.3 km     | 1068 3444, 3665, 3667, 3670, 3689, 3695 |
| 21   | Heves, Gyöngyösi út 7-9.                           | 36.6 km     | 1068 3444, 3665, 3667, 3670, 3689, 3695 |
| 22   | Heves, ÉMÁSZ                                       | 37.1 km     | 1068 3444, 3665, 3667, 3670, 3689, 3695 |
| 23   | Heves, Hősök tere                                  | 38.3 km     | 1066, 1067, 1068, 1069, 1362, 1376, 1443, 1466, 1517 3424, 3434, 3441, 3442, 3443, 3444, 3550, 3560, 3561, 3562, 3665, 3670, 3689, 3695 |
| 24   | Heves, autóbusz-állomás végállomás                 | 39.2 km     | 1066, 1067, 1068, 1069, 1075, 1362, 1376, 1443, 1466, 1517 3424, 3434, 3441, 3442, 3443, 3444, 3550, 3560, 3561, 3562, 3665, 3669, 3670, 3689, 3695 |